# Het einde van het spel
Het einde van het spel (Engels: The End of the Affair) is een roman van de Britse auteur Graham Greene die in 1951 werd gepubliceerd. Er werden twee films (1955/1999) van uitgebracht onder dezelfde Engelse titel: de eerste in 1955 en een remake ervan volgde in 1999.
De roman speelt zich af in Londen tijdens en vlak na de Tweede Wereldoorlog en onderzoekt de relatie tussen de drie hoofdpersonages, hun obsessies en jaloezie. De roman vertelt het verhaal van de romanschrijver Maurice Bendrix (die het verhaal vertelt) en zijn affaire met Sarah Miles, die gevangen zit in een steriel huwelijk met de ambtenaar Henry Miles. Het personage van Bendrix modelleerde Graham Greene naar zichzelf.
Graham Greenes eigen verhouding met Lady Catherine Walston vormde de basis voor de plot van The End of the Affair. De Britse uitgave van de roman is opgedragen aan "C", terwijl de Amerikaanse versie een opdracht "To Catherine" vermeldt.